# Premier League Snooker
PARTYBETS.com Premier league (dawniej Dr. Martens Premier League i Betfred Premier League) – nierankingowy, zawodowy turniej snookerowy pod patronatem sponsorskim brytyjskiej firmy PartyBets.com. Rozgrywany jest nieprzerwanie od 1987 roku w formie kilkutygodniowych rozgrywek ligowych na przestrzeni miesięcy wrzesień-grudzień, z przerwami podczas rankingowych rozgrywek sezonowych. Całkowita pula nagród dla zawodników wynosi 126 tysięcy funtów, w tym 50 tysięcy dla zwycięzcy zawodów.

## Zasady turnieju

### Do roku 2010 włącznie
Do turnieju zapraszana jest siódemka zawodników z czołówki rankingu oficjalnego. Aby zwiększyć popularność Premier League Snooker, zawodnicy wybierani są według prostej zasady: najlepszy gracz zagraniczny (nie z Wielkiej Brytanii), pokolenie młodych i pokolenie starszych graczy. Mecze rozgrywane są do 6 frame'ów. Zwycięstwo punktowane jest 2 punktami w tabeli, remis jednym. Po rozegraniu wszystkich spotkań typu każdy z każdym turniej wkracza w fazę półfinałów. W dwóch meczach półfinałowych (do 5 wygranych frame'ów) biorą udział czterej najlepsi zawodnicy z poprzedniej fazy. Turniej kończy się finałem (do 7 wygranych frame'ów) pomiędzy zwycięzcami półfinałów.
Charakterystyczną cechą Premier League Snooker, która wyróżnia go spośród innych turniejów, jest konieczność przestrzegania czasu uderzenia. Na jego oddanie każdy z zawodników ma 25 sekund. Karą za przekroczenie regulaminowych 25 sekund jest 5-punktowy faul doliczany do punktów przeciwnika. W trakcie jednego spotkania zawodnik nie może przekroczyć ww. czasu więcej niż 5 razy, z zastrzeżeniem maksymalnie 3 na jednego frame'a.

### Od roku 2011
W sezonie 2011/2012 w turnieju wystąpiło dziesięciu zawodników, którzy w sezonie 2010/2011 odnieśli turniejowe zwycięstwa. Każdy zawodnik uczestniczył w czterech czteroosobowych mini-turniejach - najpierw grano półfinały, a ich zwycięzcy grali w finale. Wszystkie mecze grano do 3 zwycięskich frame'ów. Każdy wygrany frejm to jeden punkt do tabeli. W przypadku remisu 2-2 decydujący frejm grano na zasadach turnieju Shoot-Out. 
Charakterystyczną cechą Premier League Snooker, która wyróżnia go spośród innych turniejów, jest konieczność przestrzegania czasu uderzenia. Od roku 2011 limit ten wynosi 20 sekund. Karą za przekroczenie regulaminowych 20 sekund jest 5-punktowy faul doliczany do punktów przeciwnika. W trakcie jednego spotkania zawodnik nie może przekroczyć ww. czasu więcej niż 5 razy, z zastrzeżeniem maksymalnie 3 na jednego frame'a.

## Zwycięzcy
| Sezon | Zwycięzca         | Przegrany         | Wynik finału | Sezon   |
| ----- | ----------------- | ----------------- | ------------ | ------- |
| 1987  | Steve Davis       | Neil Foulds       | ^            | 1986/87 |
| 1988  | Steve Davis       | Stephen Hendry    | ^            | 1987/88 |
| 1989  | Steve Davis       | John Parrott      | ^            | 1988/89 |
| 1990  | Steve Davis       | Stephen Hendry    | ^            | 1989/90 |
| 1991  | Stephen Hendry    | Steve Davis       | ^            | 1990/91 |
| 1992  | Stephen Hendry    | Steve Davis       | 9-2          | 1991/92 |
| 1993  | Jimmy White       | Alan McManus      | 10-7         | 1992/93 |
| 1994  | Stephen Hendry    | John Parrott      | 10-7         | 1993/94 |
| 1995  | Stephen Hendry    | Ken Doherty       | 10-2         | 1994/95 |
| 1996  | Ken Doherty       | Steve Davis       | 10-5         | 1995/96 |
| 1997  | Ronnie O’Sullivan | Stephen Hendry    | 10-8         | 1996/97 |
| 1998  | Ken Doherty       | Jimmy White       | 10-2         | 1997/98 |
| 1999  | John Higgins      | Jimmy White       | 9-4          | 1998/99 |
| 2000  | Stephen Hendry    | Mark Williams     | 9-5          | 1999/00 |
| 2001  | Ronnie O’Sullivan | Stephen Hendry    | 9-7          | 2000/01 |
| 2002  | Ronnie O’Sullivan | John Higgins      | 9-4          | 2001/02 |
| 2003  | Marco Fu          | Mark Williams     | 9-5          | 2002/03 |
| 2004  | Stephen Hendry    | John Higgins      | 9-6          | 2003/04 |
| 2005  | Ronnie O’Sullivan | Mark Williams     | 6-0          | 2004/05 |
| 2005  | Ronnie O’Sullivan | Stephen Hendry    | 6-0          | 2005/06 |
| 2006  | Ronnie O’Sullivan | Jimmy White       | 7-0          | 2006/07 |
| 2007  | Ronnie O’Sullivan | John Higgins      | 7-4          | 2007/08 |
| 2008  | Ronnie O’Sullivan | Mark Selby        | 7-2          | 2008/09 |
| 2009  | Shaun Murphy      | Ronnie O’Sullivan | 7-3          | 2009/10 |
| 2010  | Ronnie O’Sullivan | Shaun Murphy      | 7-1          | 2010/11 |
| 2011  | Ronnie O’Sullivan | Ding Junhui       | 7-1          | 2011/12 |
| 2012  | Stuart Bingham    | Judd Trump        | 7-2          | 2012/13 |

^ – brak meczu finałowego, turniej rozstrzygnięty na podstawie wyników fazy grupowej
- W 2005 roku odbyły się 2 turnieje – jeden w sezonie 2004/05, a drugi 2005/06.